# 체코 축구 협회
체코 축구 협회(체코어: Fotbalová asociace czeské republiky)는 체코 프라하에 본사를 둔 체코의 축구 관리 기구이다. 협회는 국내 하위 리그 대회와 체코 컵을 운영한다.

## 역사
1901년 10월 19일 보헤미안 축구 연합이란 이름으로 설립되었으며, 1922년부터 1993년까지는 체코슬로바키아 축구 협회(československá asociace fotbalová)라는 명칭을 사용했다.

## 같이 보기
- 체코 축구 국가대표팀